# Christian Gyan
Pour les articles homonymes, voir Gyan.
Christian Atta Gyan, né le 2 novembre 1978 à Tema et mort le 29 décembre 2021, est un footballeur ghanéen.

## Biographie
Il meurt d'un cancer le 29 décembre 2021 à l'âge de 43 ans.

## Palmarès
- Champion des Pays-Bas en 1999
- Vainqueur de la Supercoupe des Pays-Bas de football en 1999
- Vainqueur de la Coupe UEFA en 2002
- Finaliste de la Supercoupe de l'UEFA en 2002